# Lorraine (cràter)
Lorraine és un cràter de l'asteroide del cinturó principal (253) Mathilde, situat amb el sistema de coordenades planetocèntriques a 48.1 ° de latitud nord i 142.5 ° de longitud est. Fa un diàmetre de 4.1 km. El nom va ser fet oficial per la UAI l'any 2000 i fa referència a Lorena - conca de carbó de França.